# Nycheuma sectator
Nycheuma sectator är en insektsart som först beskrevs av Ronald Gordon Fennah 1964.  Nycheuma sectator ingår i släktet Nycheuma och familjen sporrstritar. Inga underarter finns listade i Catalogue of Life.